# Plamen (časopis)
Plamen byl časopis pro literaturu, umění a život, který vycházel měsíčně v letech 1959–1969.

## Vznik a první létaPlamene
Časopis, který vydával Svaz československých spisovatelů, vznikl sloučením zrušených časopisů Květen a Nový život. Oznámení o připravovaném zahájení vydávání nového časopisu se v denním tisku objevilo v červnu 1959; šéfredaktor Jiří Hájek poskytl Literárním novinám rozhovor v červenci 1959 o cílech nového časopisu, uvedl však jen obecné informace. V srpnu téhož roku byl již obsah prvního (zářijového) čísla Plamene připraven a bylo možno ho zveřejnit.
Vedoucí osobností, která iniciovala vznik nového časopisu byl literární kritik Jiří Hájek.
Ten řídil Plamen do ledna 1968 (v letech 1966–1968 spolu s redakční radou). Původní záměr Jiřího Hájka, aby se stal jedním z hlavních představitelů obrody marxismu, se postupně vyvinul dosti odlišně. V Plameni publikoval široký okruh autorů, včetně těch, kteří neodpovídali programovým principům tzv. socialistické literatury.

## Struktura a forma časopisu
Časopis Plamen měl 168 černobíle tištěných stran a tříbarevnou obálku; tištěn byl ve formátu 24×16,5 cm. Do časopisu byla až do roku 1966 vkládána monotematická čtyřstránková příloha s reprodukcí výtvarného díla (např. Plamen 10/1962, Michelangelo Buonarotti – báseň v překladu Františka Halase a kresby autora).
V každém čísle časopisu se objevila původní poezie a próza, fotografie (zpravidla téhož autora v jednom čísle) a kresby (opět byla zpravidla věnována pozornost jednomu autorovi). Většina autorů v době vydání textů žila, Plamen však též zveřejňoval při různých výročích i díla autorů již nežijících. Významnou část tvořily teoretické úvahy a kritiky; v části Zápisník byly komentovány aktuální kulturní události (Zápisník byl tištěn na papíru odlišné barvy – chamois nebo červené). Převažovala původní domácí tvorba, pravidelně se ale objevovaly i překlady. Kreslený humor zastupovali významní autoři jako Adolf Born, Jaroslav Malák, Jiří Winter Neprakta, Vladimír Renčín, Ivan Steiger a další. Autory uměleckých fotografií byli Miroslav Hák, Vilém Heckel, Ladislav Sitenský aj. Typografická úprava byla dílem Oldřicha Hlavsy.
Náklad se z 15 000 výtisků v prvním roce zvýšil až na 25 000. Cena jednoho výtisku byla 10 Kčs.

## Výběr z děl otištěných poprvé vPlameni
- Bohumil Hrabal (1/1964, na pokračování, Bambina di Praga)
- František Hrubín (1962, Romance pro křídlovku, na pokračování)
- Pavel Kohout (8/1967, August, August, august)
- Milan Kundera (6/1963, Nikdo se nebude smát)
- Karel Michal (8/1965, Čest a sláva)
- Arnošt Lustig (9/1963, Modlitba za Kateřinu Horowitzovou)
- Vladimír Páral (1966, Soukromá vichřice)
- Jan Procházka (7/1964, Ať žije republika)
- Alexandr Solženicyn (3-4/1963, Jeden den Ivana Děnisoviče)
- Josef Škvorecký (6-8/1967, Provedení zkoušek Fučíkova odznaku u sedmého tankového praporu)

## Další osobnosti časopisu
V Plameni publikovala většina z předních českých autorů a mnoho zahraničních. Následují proto pouze příklady příspěvků těch nejznámějších, kteří nejsou uvedení výše (v abecedním pořadí, v závorce je obvykle uveden jejich první příspěvek do časopisu); níže uvedení autoři zpravidla přispěli do Plamene vícekrát:
- Ludvík Aškenazy (1/1959, Kuřátko)
- Isaak Babel (11/1964, Kolyvuška)
- Karel Čapek (1/1965, Z bajek), Miloň Čepelka (5/1962, I blesk, verše)
- Jan Drda (6/1967, Tramtárie v zrcadle dějin)
- Miroslav Florian (11/1961, Nájezdy), Norbert Frýd (4-5/1964, Sloup vody), Ladislav Fuks (12/1964, Čarodějnice)
- Jiří Gruša (1/1964, Noc v psinci)
- Václav Havel (12/1963, Typogramy), Martin Hilský (8/1964, Aforismy), Adolf Hoffmeister (6/1963, Moderní svět a československá kultura), Vladimír Holan (5/1963, Zuzana v lázni), Miroslav Horníček (8/1962, Pán, který), Bohumil Hrabal (7/1962, V neděli se nepohřbívá), František Hrubín (1962, Romance pro křídlovku, na pokračování), Gustáv Husák (8/1964, v anketě Tři hlasy o Slovenském národním povstání)
- Josef Kainar (8/1965, Blues o velké jarní cestě), Marie Kubátová (11/1962, Továrna na budoucnost), Milan Kundera (6/1963, Nikdo se nebude smát)
- Miloš Macourek (8/1961, Živočichopis)
- František Langer (1/1965, Přímka v červeném), Kamil Lhoták (6/1962, kresby), Arnošt Lustig (2/1962, Modrý den)
- Marie Majerová (6/1964, Chelčického 45), Jiří Mucha (3/1967, Alfons Mucha a pařížská bohéma)
- Vladimír Neff (12/1961, Smrt Jana Borna – úryvek z románu Veselá vdova), František Nepil (9/1962, Zase jeden článek o tramvajích)
- Hana Prošková (7/1965, verše)
- Jean-Paul Sartre (1/1963, Projev na moskevském kongresu odzbrojení), Jaroslav Seifert (4/1963, Jaro na Petříně a jiné verše), Zdeněk Svěrák (2/1967, Podvodník), Ludvík Svoboda (8/1964, v anketě Tři hlasy o Slovenském národním povstání)
- Ota Šik (9/1965, Hospodářské plánování a význam jeho správných teoretických základů)
- Josef Škvorecký (6/1963, Tři mládenci v peci ohnivé)
- Dominik Tatarka (7-8/1963, Proutěná křesla), Jiří Trnka (12/1961, kresby)
- Milan Uhde (8/1963, ...a hluší slyšeti budou!)
- Emil Vachek (7/1961, Ze vzpomínek – Kácha, Hašek a ti ostatní), Edvard Valenta (4/1963, Trám), Jiří Voskovec, Jan Werich (5/1963, Už se pálilo?)
- Ivan Wernisch (7/1965, Sníh)
- Vilém Závada (9/1967, Básník a století)

## Zánik časopisu
Od čtvrtého čísla ročníku 1968 byl předsedou redakční rady Plamene Josef Škvorecký; ten poskytl v této souvislosti rozhovor Literárním listům. V lednu 1969 přijala česká část Svazu československých spisovatelů usnesení, ve kterém svěřuje řízení časopisu řídícímu výboru ve složení Karel Kosík (šéfredaktor), Karel Kostroun, Milan Kundera, Ladislav Sochor, Josef Škvorecký. 15. května 1969 odňal Český úřad pro tisk a informace Svazu československých spisovatelů na tři měsíce právo vydávat časopis Plamen. 
V roce 1969 vyšlo už jen 11 čísel Plamene. Jeho vydávání již nebylo obnoveno.